# Back from the Dead 3
Back from the Dead 3 è il trentaduesimo mixtape del rapper statunitense Chief Keef, pubblicato il 31 ottobre 2018 dalle etichette discografiche Glo Gang e RBC Records.

## Tracce
1. Glatt – 2:51
2. Just What It Be Like – 3:42
3. Vietnam – 2:36
4. Bestie – 5:34
5. Baseball Bat – 5:28
6. Keep It Lit – 5:18
7. Gated – 6:56
8. Free Smoke – 3:10
9. Booty Call – 2:39
10. Jones Indiana – 2:58
11. Black Proud – 5:22
12. Action Figures – 3:26
13. Pharrell – 4:50